# تنزومات
| بررسی انتقادی   | بررسی انتقادی |
| منبع            | رتبه‌بندی      |
| --------------- | ------------- |
| کما موزیک مگزین | (مورد پسند)   |

تنزومات (به انگلیسی: Tanzomat) دهمین آلبوم استودیویی از گروهٔ موسیقی سینث‌پاپ آلمانی اند وان می‌باشد که در سال ۲۰۱۱ منتشر گردید.

## فهرست ترانه‌ها
تمامی ترانه‌ها توسط استیو نقوی سروده شده‌اند.
| شماره | نام                     | مدت  |
| ----- | ----------------------- | ---- |
| ۱.    | «نگه‌داشتن نفرت»         | ۳:۴۵ |
| ۲.    | «ستاره درخشان»          | ۳:۳۹ |
| ۳.    | «تنها رؤیا هایت»        | ۳:۲۱ |
| ۴.    | «رقصیدن در کارخانه»     | ۳:۱۴ |
| ۵.    | «چشم فرشته‌ای»           | ۳:۴۲ |
| ۶.    | «هفت»                   | ۳:۲۲ |
| ۷.    | «هدف روی سرت قرار دارد» | ۳:۵۱ |
| ۸.    | «برق گرفتگی»            | ۴:۱۱ |
| ۹.    | «میل جنسی»              | ۳:۳۸ |
| ۱۰.   | «تظاهر به مردن»         | ۶:۲۹ |
| ۱۱.   | «ترانه‌ای برای تو ندارم» | ۴:۰۷ |
| ۱۲.   | «و منم دوست دارم»       | ۳:۲۵ |